# Божена Немцова
Барбора Панклова (на чешки: Barbora Panklová) е чешка деятелка на изкуството, поетеса и писателка на произведения в жанра драма, лирика и детска литература. Пише под псевдонима Божена Немцова (на чешки: Bozena Nemcova). Считана е за основателка на съвременната чешка проза.

## Биография и творчество
Барбора Панклова, с рождено име Барбора Новотна, е родена на 4 февруари 1820 г. във Виена, Австрийска империя (датата и мястото на раждане не са добре уточнени). Тя е дъщеря на Йохан Панкол от Долна Австрия и Тересие Новотна, прислужница от бохемски произход. Прекарва детството си в с. Ратиборице при своята баба по майчина линия Магдалина Новотна, която изкарва прехраната си като тъкачка и е прототип на нейния най-известен роман „Бабичка“. В периода 1824 – 1830 г. учи в Ческа Скалице. После е настанена „за възпитание“ в Чвалковице в семейството на местния администратор на имението Августин Хох, за да учи по-нататък немски език и „обноски“. Там прекарва тук три години, преди да се върне в Ратиборице.
Когато е на 17 години, на 12 септември 1837 г. тя се омъжва за Йозеф Немек, който е петнайсет години по-възрастен от нея, работи като държавен финансов служител. Бракът е уреден от родителите на Барбора и става нещастен, тъй като семейната двойка не се разбира добре. Немек е бохемски патриот, който не е приет добре от началниците си и често е местен на различни места (Йосефов, Литомишъл), а по-късно губи работата си. Семейството има четири деца – три сина (Хинек – 1938, Карел – 1939, Ярослав – 1942) и дъщеря (Теодора – 1941). От самото начало бракът им не е щастлив, а семейството живее бедно.
От 1840 г. е лекувана от д-р Йозеф Чейка, с когото се сприятелява и той я запознава с патриотичните чешки писатели по онова време. През същата година цялото семейство се премества в Полна, където е назначен съпругът ѝ. Там семейството се сближава с местните възрожденци и тя чете първите чешки книги.
В средата на 1842 г. семейството се мести в Прага, където съпругът ѝ получава повишение. В Прага тя започва да пише на чешки под влиянието на поетите Вацлав Болемир Небески и Карел Яромир Ербен. Първото ѝ стихотворение „За чешките жени“ е публикувано на 5 април 1843 г. в Квети по настояване на Небески.
През 1843 г. тя и съпругът ѝ се преместват в Домажлице, където тя пише и работи като национален будител. През 1848 г. Йозеф Немец е обвинен в конспирация срещу държавата, и е местен принудително от място на място (Вешуби, Нимбурк). В Нимбурк се включват в чешко-моравското братство на Клацел – утопична общност на братска и сестринска любов, повлияно от комунистическите идеи. В началото на 1850 г. съпругът ѝ е преместен в Унгария по негово желание, а Божена Немцова се премества с децата в Прага, където веднага установява контакти с литературни патриоти. В следващите години тя често пътува между Унгария и Словакия. През 1853 г. съпругът ѝ е уволнен.
На 19 октомври 1853 г. в Прага синът ѝ Хинек умира от туберкулоза. След смъртта му тя пише своя първи и най-известен роман „Бабичка: Картини из селския живот“. Книгата представя историята на младото момиче на име Барунка и детството ѝ с баба ѝ в провинцията. Книгата е вдъхновена от собственото детство на Немцова в село Ратиборице. В нея писателката пресъздава добротата и сърдечността на обикновените хора и идеализира живота на село. Книгата многократно е екранизирана. Преведена е на български език от Олга Константинова и е издадена през 1946 г.
От позициите на християнския хуманизъм писателката влага в своите герои качества, които според нея са типични за човека от социалните покрайнини, като доброта, нравствена извисеност, скромност, трудолюбие, семейна привързаност. Моделът на „добрия бедняк“ е характерен за цялото ѝ творчество в произведенията „Pohorská vesnice“ (Планинско село), „Divá Bára“ (Дивата бара), „V zámku a podzámčí“ (В замъка и неговата околност), „Chudí lidé“ (Бедни хора), „Dobrý člověk“ (Добър човек), „Chýše pod horami“ (Хижа в подножието на планината), „Pan učitel“ (Господин учителят), и др.
Нейното творчество е насочено предимно към разработването на селската тема и на чешката народопсихология и я утвърждава като творец от народа и за народа. През 1857 – 1858 г. тя събира и издава на чешки език „Словашки приказки“.
През есента на 1861 г. напуска съпруга си и заминава за Литомишъл, където се опитва да изкарва прехраната си, като работи за издателя Антонин Августа. По това време обаче тя вече е сериозно болна и финансовите затруднения я принуждават да се върне в Прага.
Барбора Панклова умира от рак на 21 януари 1862 г. в Прага, Австрийска империя (сега Чехия). Погребана е в гробището във Вишеград.
През 2004 г. режисьорът Дагмар Кнопфел създава биографичен филм за Божена Немцова.

## Произведения

### Романи
- Babička (1855)
Бабичка : Картини из селския живот, изд.: „Хр. Г. Данов“, Пловдив (1946), прев. Олга Константинова
- Pohorská vesnice (1855)
- Divá Bára (1856)
- V zámku a podzámčí (1856)
- Chudí lidé (1856)
- Dobrý člověk (1858)
- Chýše pod horami (1858)
- Pan učitel (1860)

### Поезия
- Ženám českým (1843)
- Vodník (1844)
- Moje vlast (1844)
- Touha (1844)
- Znamení (1844)
- Hvězda má (1844)
- Žežulka (1845)
- Zasnoubení (1845)
- Slavné ráno (1846)

### Приказки
- Chýše pod horami ()
- O dvanácti měsíčkách ()
- Národní báchorky a pověsti ()
- Slovenské pohádky a pověsti ()
- Selská politika ()
- Hospodyně na slovíčko ()
- Dopisy z lázní Františkových ()
- Listy přítele přítelkyni ()
- Silný Ctibor ()
- Devět křížů ()

други издания на български език
- Щастието на Яромила, изд.: ИК „Хемус“, София (1934), прев. Пенка Цанева-Бленика
- Самодивата : Чешки народни приказки, изд. „Знание“ (1946), прев. Милуша Калинова
- Златна книга на приказките : Чешки народни приказки, изд. „Детиздат Септемврийче“ (1947), прев. Росина Бонева
- В замъка на неговта околност : Повести и разкази, изд.: „Народна култура“, София (1953), прев. Светомир Иванчев
- Чешки приказки, изд. „Мултипринт“ (2009), прев. Мария Генова, Добринка Белчева, съдържа: Селянинът – господар; Кой е по-глупав; Самодивата и Бетушка; За котарака, петела и косата; Умното момиче; Наказаната гордост; За Слънчо, Месечко и Вятърко